# Ejnar Hertzsprung
Ejnar Hertzsprung (8 octobre 1873 à Copenhague – 21 octobre 1967 à Roskilde) est un chimiste et astronome danois.

## Biographie
Durant la période 1911-1913, il développa le diagramme de Hertzsprung-Russell avec Henry Norris Russell.
En 1913, il détermina les distances de plusieurs étoiles céphéides de la Galaxie par la méthode de la parallaxe statistique, et put ainsi calibrer la relation découverte par Henrietta Leavitt entre la période des céphéides et leur luminosité. Lors de cette détermination, il commit une erreur en positionnant les étoiles 10 fois trop près. Il utilisa cette relation pour estimer la distance du petit Nuage de Magellan.
De 1919 à 1946, Hertzsprung travailla à l'observatoire de Leyde aux Pays-Bas et en fut le directeur à partir de 1937. 
En 1922, il développa un système d’abréviations de deux lettres pour désigner les constellations. Russell en fit une version à trois lettres qui fut immédiatement adoptée par l’Union astronomique internationale lors de son Assemblée Générale d’inauguration à Rome en 1922 (Transactions of the International Astronomical Union, vol. I, 1922, p. 158). Russell co-crédita Hertzsprung, mais ce dernier renia cette paternité.
Il découvrit deux astéroïdes, dont l'astéroïde Amor (1627) Ivar.
| (1627) Ivar     | 25 septembre 1929 |
| (1702) Kalahari | 7 juillet 1924    |

## Distinctions et récompenses
Récompenses
- Médaille d'or de la Royal Astronomical Society en 1929
- Médaille Bruce en 1937.

Éponymie
- Le cratère Hertzsprung (en) sur la Lune.
- L'astéroïde (1693) Hertzsprung.